# Indexed Database API
Indexed Database API（简称IndexedDB，以前称WebSimpleDB）是W3C推荐的一项网页浏览器标准，是为提供一个具有索引的JSON对象集合的事务性本地数据库操作接口。W3C于2015年1月8日发布了IndexedDB接口的最终建议。

## 浏览器支持
Firefox（自版本4）、Google Chrome（自版本11）和Internet Explorer 10的消费者预览及Metro式应用中IndexedDB已经得到初步支持。苹果公司已在2014年6月2日的WWDC 2014的主旨发言中宣布将在iOS 8和OS X上的Safari 8中支持。

## 使用案例
IndexedDB可以用于浏览器内实现的功能，例如书签，以及Web应用程序，如电子邮件。索引数据库API的一个开源参考实现已经出现（用于测试和实验目的）。

## 特性
IndexedDB是一个嵌入在浏览器中的事务数据库。该数据库的管理围绕JSON对象集合的概念，这类似NoSQL数据库MongoDB与CouchDB。其中每个对象使用插入时生成的键标识。而索引系统优化对存储对象的访问。